# Prikordonne (Bolgrado)
Prikordonne (en ucraniano: Прикордонне) es un pueblo ucraniano perteneciente al óblast de Odesa. Situado en el suroeste del país, es parte del raión de Bolgrado y del municipio (hromada) de Bessarabske.

## Toponimia
Hasta 2024, el nombre oficial del lugar fue Maloyaroslávets Pershi (en ucraniano: Малоярославець Перший; en ruso: Малоярославец Первый). El pueblo también tuvo otros nombres históricos (en rumano: Malu-Mare; en alemán: Wittenberg).

## Geografía
Prikordonne se encuentra en la margen izquierda del río Kirguizh-China, 105 km al suroeste de Bélgorod del Dniéster, en la frontera con Moldavia.

## Historia
El lugar se encontraba en el territorio del principado de Moldavia, que fue un estado vasallo del Imperio otomano. Con el tratado de Bucarest de 1812, junto al resto de Budyak, al Imperio ruso. En un manifiesto de 1813, el zar Alejandro I convocó a los colonos alemanes a colonizar las estepas recién conquistadas en la gobernación de Nueva Rusia. En 1815, emigrantes alemanes fundaron aquí Wittenberg, siendo una de las 24 colonias madre de los alemanes de Besarabia. Algunas familias alemanas procedían de la zona de Varsovia, otras eran emigrantes suabos de Wurtemberg. Después de pasar el invierno en los pueblos moldavos, en 1816 138 familias comenzaron a construir el asentamiento, que inicialmente se llamó Mariental. Más tarde, las autoridades rusas lo rebautizaron como Maloyaroslavets, en referencia a la batalla de Maloyaroslávets de 1812 durante la invasión napoleónica de Rusia. 
La localidad pertenecía al Imperio ruso hasta 1918, pero luego pasó al reino de Rumanía con el final de la Primera Guerra Mundial.
En 1940 fue tomada por soviéticos como parte de las cláusulas del pacto Ribbentrop-Mólotov. En virtud a este pacto, los alemanes locales fueron trasladados a la Alemania nazi, siguiendo la política Heim ins Reich. Durante la Segunda Guerra Mundial, entre 1941 a 1944 fue ocupada por el reino de Rumania. 
Después de la guerra, Maloyaroslávets se incorporó a la RSS de Ucrania. 
En 2023, el grupo de trabajo de la Comisión Nacional de Estándares Lingüísticos Estatales incluyó a Maloyaroslávets Pershi en la lista de asentamientos en Ucrania que pueden renombrarse como parte de las campañas de descomunización y la derusificación en Ucrania. El nombre elegido fue el nombre de Prikordonne, aprobado en la Rada Suprema el 19 de septiembre de 2024.

## Demografía
La evolución de la población de Prikordonne entre 1827 y 2001 fue la siguiente:
| 500                                                           | 618 | 1114 | 1577 | 1689 | 1890 | 1595 | 1419 | 1451 | 576 | 598 |
| (Fuente: Cities & Towns of Ukraine y UKRAINE: Größere Städte) |     |      |      |      |      |      |      |      |     |     |

Según el censo de 2001, la lengua materna de la mayoría de los habitantes, el 38,63%, es el rumano; del 37,79%, el ruso; del 17,56% es el ucraniano; y del búlgaro, el 4,52%.

## Economía
La principal ocupación de los habitantes del pueblo era la viticultura, la elaboración de vino y la jardinería.

## Infraestructura

### Transporte
La carretera territorial T-16-44 atraviesa Prikordonne.